# Chabierów (stacja kolejowa)
Chabierów – dawna wąskotorowa stacja kolejowa w Chabierowie, w województwie łódzkim, w Polsce.